# Хосе Андрес Мартінес
Хосе Андрес Мартінес Торрес (ісп. José Andrés Martínez Torres, нар. 7 серпня 1994, Маракайбо) — венесуельський футболіст, півзахисник бразильського «Корінтіанс» та національної збірної Венесуели.

## Клубна кар'єра
Народився 7 серпня 1994 року в Маракайбо. Вихованець футбольної школи місцевого «ЙБЛ дель Сулія». Дорослу футбольну кар'єру розпочав 2015 року в основній команді того ж клубу, в якій провів три сезони, взявши участь у 60 матчах чемпіонату. Більшість часу, проведеного у її складі був основним гравцем команди.
Своєю грою за цю команду привернув увагу представників тренерського штабу клубу «Сулія», до складу якого приєднався 2018 року. Відіграв за команду з Маракайбо наступні два сезони своєї ігрової кар'єри. Граючи у складі «Сулії» також здебільшого виходив на поле в основному складі команди.
2020 року перебрався до США, уклавши контракт з клубом «Філадельфія Юніон», у складі якого провів наступні чотири роки своєї кар'єри гравця. Тренерським штабом філадельфійського клубу також розглядався як гравець «основи».
До складу бразильського «Корінтіанс» приєднався 2024 року. Станом на 18 жовтня 2024 року відіграв за команду з Сан-Паулу 6 матчів в національному чемпіонаті.

## Виступи за збірну
2021 року дебютував в офіційних матчах у складі національної збірної Венесуели.
У складі збірної був учасником розіграшу Кубка Америки 2021 року у Бразилії та розіграшу Кубка Америки 2024 року у США.
| Дата       | Місто                | Господарі         | Результат          | Гості     | Турнір                          | Голи | Примітки  |
| ---------- | -------------------- | ----------------- | ------------------ | --------- | ------------------------------- | ---- | --------- |
| 3-6-2021   | Ла-Пас               | Болівія           | 3 – 1              | Венесуела | Відбір до ЧС 2022               | -    | 72'       |
| 13-6-2021  | Бразилія (місто)     | Бразилія          | 3 – 0              | Венесуела | Копа Америка 2021 - 1-й етап    | -    |           |
| 17-6-2021  | Гоянія               | Колумбія          | 0 – 0              | Венесуела | Копа Америка 2021 - 1-й етап    | -    | 83'       |
| 20-6-2021  | Ріо-де-Жанейро       | Венесуела         | 2 – 2              | Еквадор   | Копа Америка 2021 - 1-й етап    | -    | 77'       |
| 27-6-2021  | Бразилія (місто)     | Венесуела         | 0 – 1              | Перу      | Копа Америка 2021 - 1-й етап    | -    | 59'       |
| 2-9-2021   | Каракас              | Венесуела         | 1 – 3              | Аргентина | Відбір до ЧС 2022               | -    |           |
| 5-9-2021   | Ліма                 | Перу              | 1 – 0              | Венесуела | Відбір до ЧС 2022               | -    | 42'       |
| 9-9-2021   | Асунсьйон            | Парагвай          | 2 – 1              | Венесуела | Відбір до ЧС 2022               | -    |           |
| 7-10-2021  | Каракас              | Венесуела         | 1 – 3              | Бразилія  | Відбір до ЧС 2022               | -    | 65'       |
| 10-10-2021 | Каракас              | Венесуела         | 2 – 1              | Еквадор   | Відбір до ЧС 2022               | -    | 90'       |
| 14-10-2021 | Сантьяго             | Чилі              | 3 – 0              | Венесуела | Відбір до ЧС 2022               | -    | 68'       |
| 11-11-2021 | Кіто                 | Еквадор           | 1 – 0              | Венесуела | Відбір до ЧС 2022               | -    | 25' 65'   |
| 28-1-2022  | Баринас              | Венесуела         | 4 – 1              | Болівія   | Відбір до ЧС 2022               | -    | 85'       |
| 1-2-2022   | Монтевідео           | Уругвай           | 4 – 1              | Венесуела | Відбір до ЧС 2022               | -    | 70'       |
| 25-3-2022  | Буенос-Айрес         | Аргентина         | 3 – 0              | Венесуела | Відбір до ЧС 2022               | -    |           |
| 29-3-2022  | Сьюдад-Гуаяна        | Венесуела         | 0 – 1              | Колумбія  | Відбір до ЧС 2022               | -    | 81'       |
| 1-6-2022   | Та-Калі              | Мальта            | 0 – 1              | Венесуела | товариський матч                | -    | 86'       |
| 9-6-2022   | Мурсія               | Саудівська Аравія | 0 – 1              | Венесуела | товариський матч                | -    | 46'       |
| 22-9-2022  | Марія-Енцерсдорф     | Венесуела         | 0 – 1              | Ісландія  | товариський матч                | -    | 64'       |
| 27-9-2022  | Вінер-Нойштадт       | ОАЕ               | 0 – 4              | Венесуела | товариський матч                | -    |           |
| 24-3-2023  | Джидда               | Саудівська Аравія | 1 – 2              | Венесуела | товариський матч                | -    |           |
| 28-3-2023  | Джидда               | Узбекистан        | 1 – 1              | Венесуела | товариський матч                | -    |           |
| 15-6-2023  | Вашингтон            | Венесуела         | 1 – 0              | Гондурас  | товариський матч                | -    | 75'       |
| 7-9-2023   | Барранкілья          | Колумбія          | 1 – 0              | Венесуела | Відбір до ЧС 2026               | -    |           |
| 12-9-2023  | Матурін              | Венесуела         | 1 – 0              | Парагвай  | Відбір до ЧС 2026               | -    | 65' 67'   |
| 17-10-2023 | Матурін              | Венесуела         | 3 – 0              | Чилі      | Відбір до ЧС 2026               | -    | 65'       |
| 16-11-2023 | Матурін              | Венесуела         | 0 – 0              | Еквадор   | Відбір до ЧС 2026               | -    | 79' 84'   |
| 21-3-2024  | Форт-Лодердейл       | Венесуела         | 1 – 2              | Італія    | товариський матч                | -    | 78'       |
| 22-6-2024  | Санта-Клара          | Еквадор           | 1 – 2              | Венесуела | Копа Америка 2024 - 1-й етап    | -    |           |
| 26-6-2024  | Інглвуд (Каліфорнія) | Венесуела         | 1 – 0              | Мексика   | Копа Америка 2024 - 1-й етап    | -    |           |
| 30-6-2024  | Остін (Техас)        | Ямайка            | 0 – 3              | Венесуела | Копа Америка 2024 - 1-й етап    | -    |           |
| 5-7-2024   | Арлінгтон            | Венесуела         | 1 – 1 (3 - 4 п.п.) | Канада    | Копа Америка 2024 - чвертьфінал | -    | 90+2'     |
| 5-9-2024   | Альту-Пата           | Болівія           | 4 – 0              | Венесуела | Відбір до ЧС 2026               | -    | 46'       |
| 10-9-2024  | Матурін              | Венесуела         | 0 – 0              | Уругвай   | Відбір до ЧС 2026               | -    | 89'       |
| 10-10-2024 | Матурін              | Венесуела         | 1 – 1              | Аргентина | Відбір до ЧС 2026               | -    | 32' 90+3' |
| Усього     |                      | Матчів            | 35                 |           | Голів                           | 0    |           |